# Campochiaro
Campochiaro est une commune italienne de la province de Campobasso dans la région Molise en Italie.

## Film tourné à Campochiaro
- 1952 : Il prezzo dell'onore de Ferdinando Baldi

## Histoire
La cité fut probablement occupée au VIIe siècle par des Lombards et par un détachement (environ 700 individus) de Proto-Bulgares, un peuple cavalier originaire d'Asie centrale dont un groupe fut envoyé dans la région par le roi lombard Grimoald Ier. En effet, entre 1987 et 1988, une dizaine de tombes contenant un homme et son cheval (selon la coutume païenne des peuples nomades de la steppe d'inhumer le guerrier avec son cheval, parfois après un sacrifice rituel) furent découverts. Au total, 118 sépultures ont été découvertes dans les environs de Vicenne-Campochiaro,,.

## Administration
| Période                                  | Période | Identité | Étiquette | Qualité |
| ---------------------------------------- | ------- | -------- | --------- | ------- |
|                                          |         |          |           |         |
| Les données manquantes sont à compléter. |         |          |           |         |

### Communes limitrophes
Castello del Matese, Colle d'Anchise, Guardiaregia, Piedimonte Matese, San Gregorio Matese, San Polo Matese, Vinchiaturo